# La casa sul lago della luna
La casa sul lago della luna è un romanzo di Francesca Duranti, pubblicato nel 1984. Fu finalista al Premio Strega e vinse nel 1985 il Premio Bagutta.
Il libro è stato tradotto in varie lingue.

## Trama
Parte prima: Fulvia. Fabrizio Garrone ha 38 anni, è originario di Genova e, stabilitosi a Milano, vive facendo traduzioni, in prevalenza dal tedesco. Ha appena finito la traduzione di un libro di Theodor Fontane e si accinge a un altro, pesante lavoro. Dopo aver incontrato l'amico Mario (suo editore) e la fidanzata Fulvia (dipendente di Mario), ai quali ha consegnato la traduzione, va a passeggio in un parco e si concede un po' di svago tra le bancarelle di libri usati. Qui trova una raccolta di elzeviri di Giorgio Pasquali e, in un articolo che non aveva mai visto, apprende l'esistenza di un romanzo intitolato La casa sul lago della luna e pubblicato nel 1913 da un autore viennese sconosciuto, tale Fritz Oberhofer. Secondo quanto scrive Pasquali, il libro sarebbe un piccolo, perfetto capolavoro. La scoperta galvanizza Fabrizio che si propone di trovare il romanzo, tradurlo, farlo conoscere; ma per realizzare questi piani c'è bisogno di denaro, cosa di cui ha sempre pochissima disponibilità.
Fabrizio sa che potrebbe chiedere a Mario quanto desidera: i due si conoscono dalla nascita, ma le loro parti si sono invertite una quindicina di anni prima. Inizialmente Fabrizio era il rampollo di una famiglia ricca e colta, mentre Mario era il figlio dei custodi della proprietà dei Garrone. I due avevano condiviso giocattoli e molto altro, poi Mario era partito per lavorare in editoria e la famiglia di Fabrizio era andata in rovina, a causa di alcune operazioni azzardate del padre. Perciò ora Mario aveva buoni redditi e dava lavoro a Fabrizio; aveva anche assunto Fulvia, conosciuta tramite l'amico, ma non intendeva espandersi e teneva saldamente il timone della sua azienda. Quanto a Fulvia, era rimasta vedova giovanissima, si era ripresa, era figlia di un apprezzato artigiano e non le mancava la possibilità di lavorare, ma aveva accettato la proposta di Mario. Era inteso che fosse la donna amata da Fabrizio e Mario, innamorato di lei, si chiedeva se e quando i due si sarebbero uniti.
A queste cose pensa Fabrizio nel sognare il suo viaggio in Austria alla ricerca del misterioso libro. Con Fulvia non va affatto bene, perché lui non è disposto a vivere a fondo il loro rapporto, sia per paura del legame, ma anche convinto che un giorno tutto si aggiusterà. Né vuole confidarsi con Mario, pensando che, più pragmatico di lui, facilmente lo scavalcherebbe. Ma all'ora di pranzo è raggiunto da Fulvia che gli strappa una parte di quanto ha dentro di sé e gli offre mezzo milione di lire per attuare ciò che desidera. Assai più importante, Fulvia si impegna al silenzio con tutti. Così Fabrizio parte per l'Austria con il mezzo più economico, il treno.
L'avventura sembra all'insegna della sfortuna. A Vienna non c'è traccia di un libro di Fritz Oberhofer con il titolo cercato: l'autore ha scritto quattro romanzi, tutti pessimi, e non c'è verso di stabilire altro: è morto nel 1913, a trentotto anni. Per sfuggire alla prostrazione, Fabrizio decide di trasferirsi in località Mondsee e qui, per puro caso, si imbatte nel libro. La lettura lo convince che si tratti di un pezzo fuori dal comune e, dopo averlo fotocopiato, restituisce l'originale e si precipita a casa. Fulvia, al corrente della scoperta, lo assiste mentre egli traduce l'opera, cucinando e tenendo a bada i curiosi; e quando il libro è pronto, vanno da Mario per pubblicarlo. Seguono giorni esaltanti: Mario decide di pubblicare anche una biografia dell'autore scritta da Fabrizio. Quest'ultimo, spossato dagli eventi, si eclissa con Fulvia e quando sta per ripartire, la trova non più disposta ad assecondarlo. Lei ha dato e ora è finita.
Parte seconda: Maria. Il secondo viaggio in Austria di Fabrizio avviene in aereo e con le modalità più agiate: del resto, il romanzo ha avuto subito un successo sicuro e ha suscitato l'interesse della critica. Stabilitosi immediatamente a Mondsee, Fabrizio però non ritrova più la pensione in cui era stato in precedenza e tutto gli sembra estraneo. Soprattutto non trova alcuna notizia di Oberhofer dopo il 1910, quando questi era sparito, ritirandosi appunto a Mondsee. L'inutilità di ogni suo sforzo induce Fabrizio a inventare, sulla scorta del libro e delle precedenti relazioni di Oberhofer, l'esistenza di un'ultima donna, che chiama Maria Letner. Con lei l'autore avrebbe vissuto in una casa, quella appunto sul lago Mondsee. La falsificazione riesce a perfezione e la piccola biografia  viene edita da Mario.
Il libriccino riconferma l'interesse e l'importanza della prima pubblicazione e, quel che più preme a Fabrizio, dovrebbe fare di lui un germanista: ha scoperto un libro, ha curato l'unica biografia dell'autore. Ora potrebbe riprovare con Fulvia, forse il momento è quello giusto. Ma la donna si nega in molti modi, non facendosi trovare. E Mario, che pure ha evitato di offendere entrambi approfittando della situazione, ha sempre un atteggiamento solare, pratico e non invitante a un dialogo men che superficiale. Finché un giorno Fabrizio riceve una telefonata dall'Austria: una donna chiama da Mondsee e dichiara di essere la nipote di Maria Letner e di possedere le lettere che l’antenata e Oberhofer si erano scambiate. Invita Fabrizio ad andare da lei come ospite. Preoccupato, egli decide di partire, senza però confidarsi con nessuno. Prende tuttavia una precauzione: scrive una confessione in cui dichiara di avere inventato il personaggio di Maria, con altro materiale la spedisce a Fulvia in una busta chiusa. In un'altra busta che contiene tutto, c'è la richiesta a Fulvia di aprire in caso gli sia successo qualcosa di brutto.
Parte terza: Petra. Giunto a Mondsee, Fabrizio si trova di fronte a una donna che si presenta come Petra. Dovrebbe avere quarant'anni o poco più, ma tutto in lei denota una signorilità di altri tempi e ne fa una persona senza età. La donna apre a Fabrizio la propria casa, una dimora sul lago, ricca di suggestioni. Qui dovrebbe essere fiorito l'amore tra Fritz Oberhofer e Maria, circa settant'anni prima. Petra tuttavia dice con molta fermezza a Fabrizio che gli darà le lettere quando sarà il momento, tra pochi giorni, e non accetta altre domande. Lui invece, temendo di subire qualche forma di ricatto, dichiara immediatamente di aver inventato il personaggio di Maria, ma su questo la donna è inflessibile: la sua nonna non va messa in dubbio e lui si sta comportando da maleducato e aggressivo.
Il lunedì successivo Petra va a prendere le lettere di Fritz a Maria e le recapita a Fabrizio già fotocopiate. Egli esamina il tutto, non dubita che sia un carteggio originale e si appresta a ritornare in Italia il giorno dopo. Però durante la notte viene colto da una sorta di incantamento: la luna illumina il lago, formando un sentiero luminoso che penetra attraverso la finestra nella camera; poco dopo una visione oscura il chiarore: è Petra che, entrata silenziosamente, si infila nel letto e si concede silenziosamente a Fabrizio. L'uomo ha l'impressione di stringere non un corpo umano, ma un involucro adatto a contenere qualche sostanza sintetica: soprattutto si sente totalmente posseduto dalla donna, che poi se ne va, in silenzio come era venuta. L'indomani Fabrizio non pensa più a partire; è caduta la neve e il lago sembra ancor più luminoso nelle notti di luna.
Le visite notturne di Petra si ripetono di tanto in tanto. Fabrizio non ha fatto un solo passo avanti nel comprendere chi sia Maria Letner, nonna della sua ospite, ha solo accettato che la casa, in cui vive quasi da prigioniero, sia quella descritta nel libro e che la sua stanza sia la medesima in cui si amarono Fritz e Maria. Per il resto, si è impadronito di lui un torpore che lo rende sempre spossato, coricato, inconsapevole del trascorrere dei giorni e dei mesi. Finché un giorno (è ormai primavera), Petra gli recapita due giornali italiani; sono del giorno precedente e in uno c'è un articolo che fa sobbalzare Fabrizio. Un critico illustre ha sostenuto la tesi che non Oberhofer, ma Maria Letner sia il vero autore del romanzo da lui scoperto. Fabrizio allora cerca di scuotersi per rimettersi in viaggio, ha indugiato troppo a lungo e chissà perché.
Mentre formula con Petra questa idea, una scampanellata li distrae. La donna esce e Fabrizio dalla finestra vede avanzare Fulvia, giunta con la sua automobile celeste. Le due si parlano sul cancello. Così lui capisce che Fulvia ha letto lo stesso articolo il giorno prima e  ha aperto le sue buste, quindi è venuta a cercarlo. E ora, mentre Petra si sbarazza di Fulvia con prontezza, sostenendo che tanto tempo fa è venuto un ospite, ma non c'è più, Fabrizio vede come in un film ciò che avverrà: lui sarà dato per morto e i suoi cari si divideranno i lasciti che sono per loro, Mario, Fulvia, la sorella. E Mario e Fulvia sono un lascito reciproco, una volta che lui non c'è più. Così assiste senza reazioni al congedo di Fulvia, che riparte a bordo dell'auto celeste.

## Personaggi
- Fabrizio Garrone. Genovese trasferito a Milano, figlio di una famiglia ricca e illustre, ma caduta in rovina. Vive facendo traduzioni dal tedesco e altre lingue, aspira a diventare un germanista. Con le persone che più gli sono care ha un  atteggiamento troppo schivo e rinunciatario, tanto da arrivare a pensare cose poco lusinghiere sia dell'amico Mario, sia di Fulvia, donna con cui non si impegna, pensando che c'è sempre un'altra occasione e che lui deve raggiungere un qualche traguardo in letteratura, per essere pronto a sistemarsi sentimentalmente.
- Mario. Ha condiviso con il coetaneo Fabrizio tutto nella fanciullezza e nell'adolescenza, è stato una presenza costante anche in seguito, quando, divenuto editore, ha fatto lavorare l'amico. È innamorato di Fulvia, che ha assunto nell'azienda come factotum, ma non tenta di sottrarla a Fabrizio; tuttavia non gli sfugge il disagio dei due e non ritiene di doversi ritirare.
- Fulvia. Figlia di un ottimo artigiano della Valtellina, ha superato la perdita del marito. Sa come e quando avere dei rapporti e si concede le libertà che le necessitano. Fabrizio la chiama addirittura scortiletto (sgualdrinella), ma per affetto. Lei sa tenere i segreti di lui, lo sostiene, ma sa congedarlo con signorilità, quando lui si comporta come un bambino viziato e capriccioso.
- Teodora. Sorella di Fabrizio, ha due anni più di lui. Non compare nel libro, se non nei pensieri del fratello, nei quali è molto presente.
- Fritz Oberhofer. Romanziere viennese, misterioso quanto scadente. Fabrizio legge su un saggio di valore che lo scrittore ha lasciato anche un romanzo intitolato La casa sul lago della luna e si adopera a cercarlo. Trovatolo, lo presenta al pubblico; poi non sa ricostruire le ultime fasi della vita di Oberhofer, che è morto nel 1913, ma del quale erano sparite le tracce da tre anni.
- Maria Letner. Personaggio scaturito dalla fantasia di Fabrizio, per completare la biografia di Oberhofer. È la donna amata da Fritz nella casa sul lago della luna.
- Petra. Si dichiara nipote di Maria Letner e induce Fabrizio a raggiungerla in Austria, sul lago di Mondsee. Sempre secondo quanto lei dice a Fabrizio, Maria sarebbe andata sposa a un altro uomo dopo la morte di Fritz; l'unica figlia avuta (che resta senza nome) si sarebbe sposata con un giovane e dall'unione sarebbe nata lei, Petra. Il padre di Petra sarebbe morto a Montecassino combattendo e la figlia non ne serba ricordo.

## Edizioni
In lingua italiana:
- Francesca Duranti, La casa sul lago della luna, Rizzoli, Milano 1984
- Francesca Duranti, La casa sul lago della luna, introduzione di Donatella de Ferra, Troubador, Leicester 2001

In altre lingue
- (ES)  Francesca Duranti, La casa del lago de la luna, trad. Juan Moreno, Seix Barral, Barcelona 1984
- (DE)  Francesca Duranti, Das Haus am Mondsee, ComMedia & Arte, Stuttgart 1986
- (FI)  Francesca Duranti; Talo Kuujärven rannalla, trad. Aira Buffa, WSOY, Porvoo Hki Juva 1986
- (FR)  Francesca Duranti, La maison sur le lac de la Lune, trad. Gisèle Toulouzan/Elisabeth Lesne, P. Belfond, Paris 1988.
- (EN)  Francesca Duranti, The house on Moon Lake, trad. Stephen Sartarelli, Open Road Integrated Media, New York 2013